# Медолін Сміт Осборн
Медолін Сміт Осборн (англ. Madolyn Smith Osborne) (1 січня 1957, Альбукерке, Нью-Мексико) — американська акторка. Відома завдяки головним ролям у мінісеріалі «Якщо прийде завтра» («If Tomorrow Comes») та повнометражному фільмі «Кумедна ферма» («Funny Farm»). Також грала одну з головних ролей у кінострічці «Міський ковбой» («Urban Cowboy») з Джоном Траволтою.

## Біографія
Медолін Сміт Осборн народилась 1 січня 1957 на військовій базі Сендія (Sandia), розташованій в Альбукерке (штат Нью-Мексико). Навчалася в Університеті Південної Каліфорнії, після закінчення навчання отримала спеціальність артистки мюзиклу. Дебютувала в мюзиклі «Оклахома!». На старших курсах виграла стипендію Джека Ніколсона (The Jack Nicholson Drama Scholarship). Кар'єра кіноакторки розпочалася після того, як місцевий театральний наставник Джон Хаузмен (John Houseman) переконав Джима Бріджеса (режисер фільму «Міський ковбой») подивитися на її виступ в університетському містечку в спектаклі «Все добре, що добре закінчується». Після цього Осборн отримала головну роль у «Міському ковбої».
Найбільш відомі ролі — у мінісеріалі «Якщо прийде завтра» та художньому фільмі «Кумедна ферма». З середини 1990-х у кіно не знімається.

## Особисте життя
З 1988 Медолін одружена з колишнім спортсменом-хокеїстом НХЛ Марком Осборном. Має двох дочок: Ебігейл (1997 р.н.) та Елізу (2000 р.н.).

## Фільми та серіали
- Urban Cowboy («Міський ковбой») (1980)
- Trapper John, M.D. (телесеріал, 1981)
- Pray TV («Молися на телебачення») (телевізійний фільм, 1982)
- Rehearsal for Murder («Репетиція вбивства») (телевізійний фільм, 1982)
- The Other Woman («Інша жінка») (телевізійний фільм, 1983)
- Casablanca («Касабланка») (телесеріал, 1983)
- Sadat (телевізійний фільм, 1983)
- Ernie Kovacs: Between the Laughter («Ерні Ковакс: серед сміху») (телевізійний фільм, 1984)
- All of Me («Моє друге я») (1984)
- 2010 (1984)
- Deadly Intentions («Смертельні наміри») (телевізійний фільм, 1985)
- If Tomorrow Comes («Якщо настане завтра») (телевізійний мінісеріал, 1986)
- The Caller («Той, хто дзвонить») (1987)
- Funny Farm («Кумедна ферма») (1988)
- Cheers («Привітання») (телесеріал, 1989)
- The Plot to Kill Hitler («Змова проти Гітлера») (телевізійний фільм, 1990)
- The Kennedys of Massachusetts («Кеннеді з Массачусетсу») (телесеріал, 1990)
- The Rose and the Jackal («Роза та Шакал») (телевізійний фільм, 1990)
- Final Approach Casey Halsey («Фінальна спроба Кейсі Гелсі») (1991)
- The Super Naomi Bensinger (1991)
- Class of '96 («Клас 96») (телесеріал, 1993)
- Due South («Прямо на Південь») (телесеріал 1994)